# Shenzhou 5

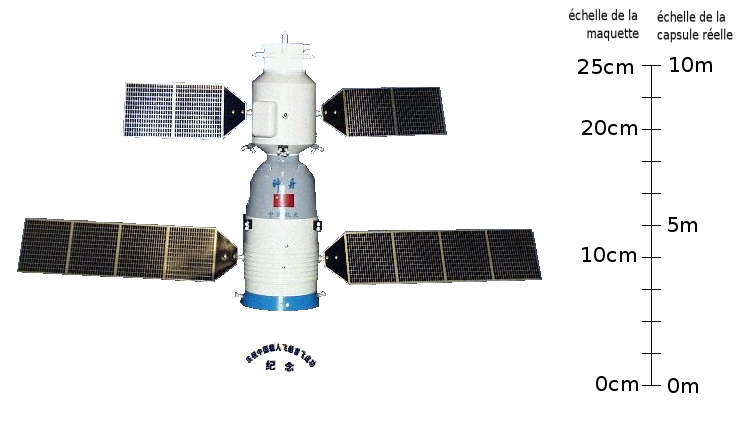
Shenzhou

Shenzhou 5 a fost prima misiune spațială cu echipaj uman lansată de China pe 15 octombrie 2003. La bordul navetei Shenzhou, astronautul Yang Liwei a încojurat Pământul de 14 ori pe parcursul a 21 de ore.
Naveta a fost lansată la 09:00 (UTC +8) de la centrul spațial din Jiuquan, o bază din Deșertul Gobi, cu o rachetă purtătoare Marșul Lung CZ-2F. La 09:10 (UTC +8) a ajuns în orbită la o altitudine de 343 km deasupra Pământului. Pe 16 octombrie la 06:04 naveta a reintrat în atmosferă și parașuta s-a deschis fără probleme. Aterizarea a avut loc la 06:28 (UTC +8) la doar 5 kilometri de locul prevăzut.
La lansare au asistat președintele chinez Hu Jintao precum și fostul președinte Jiang Zemin.
Vezi și: Shenzhou 6.